# Tritoqualine
La tritoqualine, commercialisée (en France jusqu'au 10/01/2012) sous le nom de marque Hypostamine, est un inhibiteur enzymatique de l'histidine décarboxylase. C'est un antihistaminique atypique de la classe chimique de l'isoquinoléine. Elle n'agit pas sur les récepteurs de l'histamine mais diminue sa synthèse endogène. Il a pour indications reconnues le traitement symptomatique de maladies allergiques telles que rhinites, et urticaire (mais aussi eczéma, prurit, gastrite, asthme, angio-œdème héréditaire, mastocytose). Il n'entraîne aucun des effets secondaires des antihistaminiques H1 habituellement utilisés pour traiter les allergies : effets sédatifs (somnolence) ou atropiniques (troubles cognitifs).